# ریکابادو
ریکابادو دهستانی در استان آبیلای اسپانیا است.
در این دهستان ۲۰۳ نفر زندگی می‌کنند. مساحت این دهستان ۱۹٫۸۰ کیلومتر مربع است.